# Andrés Mata (haltérophilie)
Pour les articles homonymes, voir Andrés Mata.
Andrés Eduardo Mata Pérez (né le 11 novembre 1992 à Valencia (Venezuela)) est un haltérophile espagnol.

## Carrière
Il est médaillé d'argent à l'arraché et médaillé de bronze à l'épaulé-jeté et au total aux Championnats d'Europe d'haltérophilie 2018 à Bucarest dans la catégorie des moins de 77 kg.
Dans la même catégorie, il remporte la médaille d'argent à l'arraché et à l'épaulé-jeté aux Jeux méditerranéens de 2018 à Tarragone.
Il est médaillé d'argent à l'arraché aux Championnats d'Europe d'haltérophilie 2019 à Batoumi dans la catégorie des moins de 81 kg.